# تلمیع

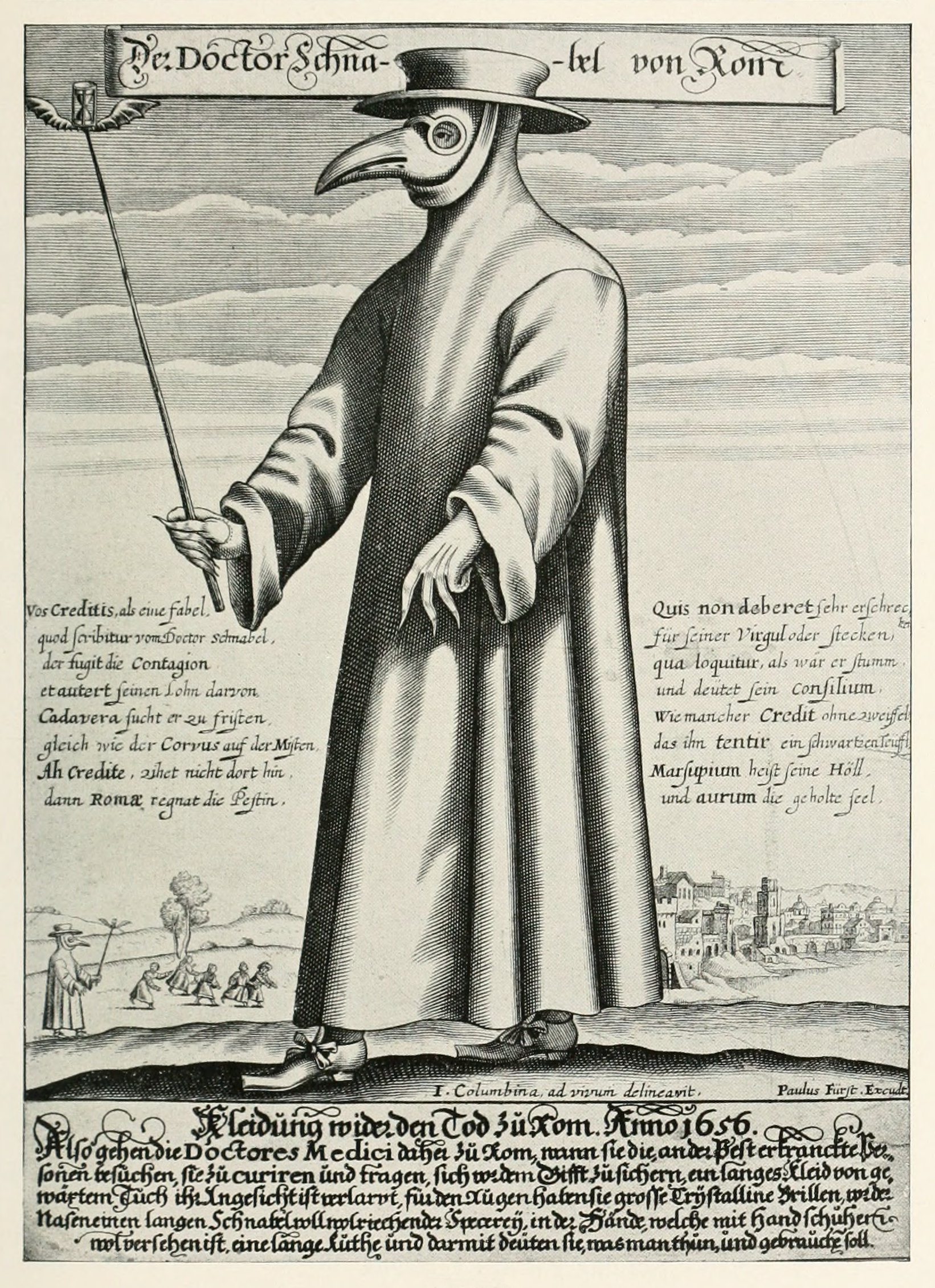
هکاکی شعر طنز ماکارونی از دکتر اشنابل روی مس

مُلَمَّع یا تَلْمیع یا دوزبانگی یکی از آرایه‌های ادبی در بدیع است. ملمع در اصل به معنای اسب و جز آن که پوست بدنش دارای لکه‌ها و خال‌هایی غیر از رنگ اصلی باشد.
تلمیع آن است که یک شعر در دو زبان یا گاه بیشتر سروده شده‌باشد. به شعری که به این روش سروده شده باشد شعر مُلَمَّع گفته می‌شود. در  هند و پاکستان ریخته گویند. روش سخنوران در بهره‌گیری از این آرایه ادبی این است که پاره‌ای یا بیتی از شعر را به زبانی دیگر می‌سرایند. در ادبیات فارسی این زبان دیگر، بیشتر عربی بوده است.
نمونه از تلمیع دوزبانه از حافظ:
| الا یا ایها الساقی ادر کأساً و ناولها |  | که عشق آسان نمود اول ولی افتاد مشکلها |

نوعی آرایه دیگر به نام مثلث، که از سعدی می‌باشد، به سه زبان عربی، فارسی و شیرازی قدیم سروده شده‌است.
کل غزل شمارهٔ ۲۲۶۷ دیوان شمس (مولانا) ملمع است.
امروزه در متن‌های شعرگونهٔ آوازهای موسیقی پاپ ایرانی که در غرب خوانده می‌شوند به نمونه‌های زیادی از تلمیع دوزبانه فارسی و انگلیسی برمی‌خوریم.